# ماکوتو فوروکاوا
ماکوتو فوروکاوا (انگلیسی: Makoto Furukawa؛ زادهٔ ۲۹ سپتامبر ۱۹۸۹) صداپیشگی، خوانندگی اهل ژاپن است. وی از سال ۲۰۱۱ میلادی تاکنون مشغول فعالیت بوده‌است.